# Sveti Klement (otok)
Koordinati:   43°09′58″N, 16°22′30″E
Sveti Klement je otok v Jadranskem morju. Pripada Hrvaški.
Otok leži v Dalmaciji v skupini šestnajstih Peklenskih otokov in je največji v otoški skupini. Njegova površina meri 5,27 km², dolžina obalnega pasu je 29,891 km. 
Obalno področje otoka je kamnito. Manjši del otoka, katerega najvišji vrh z imenom Vela glava doseže višino 94 mnm, je porasel z makijo in nizkim borovim gozdom. Na otoku ležijo tri občasno naseljena naselja: Palmižana, Momića Polje in Vlaka.
V Palmižani je v poletnih meseci odprta »ACI - marina Palmižana«, v zalivu Solinama pa je sidrišče za jadrnice in manjše ladje. V marini Palmažana lahko pristajajo jahte do 12 m dolžine. Tu je tudi trgovina in restavracija. V morju ob bojah pa je 120 privezov. Marina je odprta od 1. apila do 31. oktobra. Druga restavracija na otoku je v naselju Vlaka.
Sveti Klement je priljubljena turistična destinacija za izletnike predvsem iz Hvara, ki na otok prihajajo tako zaradi nedotaknjene narave, kot tudi zaradi lepih peščenih plaž.